# Panica roșie

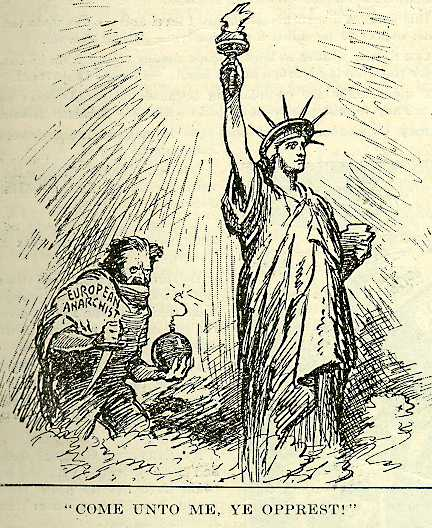
Caricatură politică din epocă – un anarhist încercând să arunce în aer Statuia Libertății.

Prin sintagma "Panica roșie" se denumesc (retroactiv) două perioade distincte în istoria Statelor Unite, caracterizate de un anticomunism puternic: prima, în 1917 – 1920 și cea de-a doua de la sfârșitul celui de-al cincilea deceniu până la mijlocului celui de-al șaselea deceniu al secolului trecut.
Aceste perioade au fost caracterizate prin suspiciune ridicată față de comuniști, teamă față de infiltrările acestora în Guvernul Federal și de influența pe care ar fi putut să o aibă ei în societatea americană. Ambele perioade au apărut în timpurile de război și de prefaceri naționale. Prima "panică roșie" a început în timpul Primului Război Mondial, în care SUA au fost implicate din 1917. În această perioadă, temerile au fost legate nu numai de comuniști, dar și de anarhiști și de sindicatele agresive care se simțeau inspirați de revoluția bolșevică și de războiul civil rus (1917-1923) care a urmat. A doua "panică roșie" a coincis cu perioada de creștere a temerilor generate de actele sovietice de spionaj – cazul Ethel și Julius Rosenberg – de tensiunile legate de Blocada Berlinului (1948-1949), revoluția chineză (1949), războiul civil din Vietnam (1950 – 1972) și de războiul din Coreea (1950-1953). 
Aceste teme au determinat investigații dure și (în special, în cazul primei perioade) întemnițarea celor care erau asociați cu mișcările comuniste, socialiste sau anarhiste. Constituția Statelor Unite asigura dreptul la liberă asociere, astfel fiind foarte dificil să judeci și să condamni cetățeni numai pe baza apartenenței la un grup declarat ca subversiv, sau pe baza simpatiilor politice față de asemenea grupuri. Totuși, în momentele acelea, prevederile legii spionajului au fost modificate prin votarea legii răzvrătirii din 1918. Ultima lege proclama ca fiind ilegale acțiuni precum luarea publică de poziții împotriva Guvernului Federal și împuternicea Dirigintele General al Poștei SUA să interzică distribuirea trimiterilor poștale ale cetățenilor suspectați de activități de stânga. Deși mai târziu Congresul Statelor Unite a anulat Legea răzvrătirii din 1921, multe dintre prevederile ei au rămas codificate în Legea spionajului.

## Origini
Partidul Socialist American și Muncitorii Industriali ai Lumii (IWW) se opuneau cu fermitate participării americane la Primul Război Mondial. Eugene Debs și alți lideri de partid au fost puși sub acuzare pentru acțiunile prin care îndemnau la rezistență față de mobilizarea de război. Diriginții de poștă au refuzat să distribuie materialele socotite subversive. Numeroase ziare de limbă germană sau de stânga au fost suspendate sau desființate. Membrii Partidului Ghadar au fost judecați în procesul conspirației indo-germană. 
După război, investigațiile și-au pierdut din importanță pentru câteva luni, dar nu au fost întrerupte. Ele au revenit în prim-planul vieții americane în contextul revoluției bolșevice, a războiului civil din Rusia și a Terorii roșii. Pentru unii dintre americani, a fost o perioadă de inceritudini și de teamă generată de perspectiva unei revoluții socialiste sau comuniste în Statele Unite.

## Prima "panică roșie", 1917 - 1920

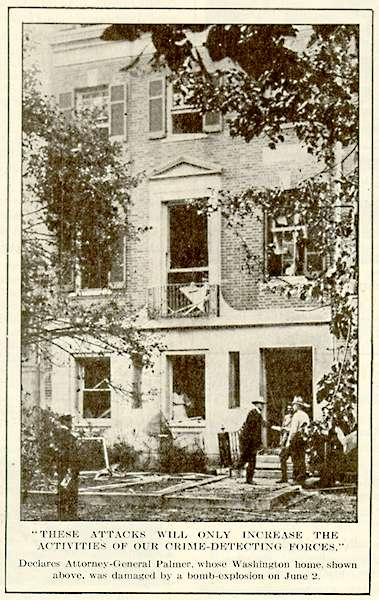
Distrugeri provocate de o bombă fațadei casei procurorului general A Mitchell Palmer

FBI-iul a început să aibă o activitate mai agresivă după seria de atentate cu bombă din vara anului 1919. Primarul din Seattle a primit prin poștă o bombă artizanală pe 28 aprilie 1919, bombă care a apucat să fie dezamorsată. Senatorul Thomas W. Hardwick a primit prin poștă o bombă doar o zi mai târziu, bombă care a explodat în mâinile servitorului care a mânuit-o, rănindu-i atât pe el, cât și pe soția lui. După încă o zi, un poștaș din New York a descoperit încă 16 pachete asemănătoare, care conțineau suficientă nitroglicerină cât să ucidă un om. Bombele fuseseră trimise pe adresele mai multor afaceriști sau politicieni importanți ai vremii, printre care magnatul petrolului John D. Rockefeller. În total, au fost trimise 38 de bombe. Pe 2 iunie, o bombă a distrus, parțial, fațada casei Procurorului General al SUA, A Mitchell Palmer. Atentatorul, Carlo Valdinoci, a declanșat bomba mult prea devreme, provocându-și moartea în explozie. Pe 3 iunie, paznicul de noapte William Boehner a fost ucis de o bombă plasată lângă locuința unui judecător din  New York. 
Pe 1 mai 1919, cu ocazia demonstrației de Ziua Internațională a Muncii, (1 Mai), în Cleveland, Ohio, participanții care își exprimau sprijinul pentru Eugene Debs, arestat în acea perioadă,  au transformat  un protest pașnic într-o revoltă violentă. Charles Ruthenberg, un lider socialist de frunte, organizatorul demonstrației, a fost arestat pentru "atac cu intenții criminale". 
Acțiunile sindicale, așa cum au fost Greva generală din Seattle, greva polițiștilor din Boston, sau eforturile de organizare a Organizației Muncitorilor Industriali ai Lumii, păreau să demonstreze radicalizarea sindicatelor. În plus, numeroase dintre organizațiile care sprijineau sindicatele fuseseră deja puse sub acuzare pentru opoziția deschisă la participarea americană la Primul Război Mondial. 
Bomba de pe Wall Street din 16 septembrie 1920, (23 kg de dinamită și 230 kg de schije de oțel), a explodat în fața Companiei J.P. Morgan, ucigând 38 de persoane și rănind alte 300. Acest antentat a fost pus pe seama anarhiștilor, care trimiseseră scrisori de amenințare proprietarului firmei. Atentatorii nu au fost niciodată identificați. 

### Reacții
Ca urmare a atentatelor cu bombă, presa, oamenii de rând, politicienii și afaceriștii de frunte s-au întrecut în a da declarații pline de patriotism, uneori puternic anticomuniste sau xenofobe. Senatorul Kenneth D. McKellar propunea izolarea radicalilor într-o colonie penală în Guam. Generalul Leonard Wood declara că extremiștii ar fi trebuit îmbarcați pe "corăbii din piatră cu vele din plumb". Evangelistul Billy Sunday adăuga zgomotos "radicalii să fie puși în fața plutonului de execuție pentru a economisi spațiul pe vapoarele noastre. " În orășelul Centralia, Washington, Wesley Everest, membru al Muncitorilor Industriali ai Lumii, a fost scos din închisoarea orașului și a fost linșat. 
Cea mai importantă acțiune guvernamentală din timpul "panicii roșii" a fost materializată prin așa-numitele „raiduri Palmer” împotriva anarhiștilor, socialiștilor și comuniștilor. Activiștii de stânga, așa cum a fost candidatul socialist la funcția de Președinte al Statelor Unite Eugene V. Debs, au fost întemnițați, folosindu-se prevederile Legii spionajului și ale Legii răzvrătirii. Secțiunea a 4-a îl împuternicea pe Dirigintele General al Poștei Statelor Unite Albert S. Burleson să incetinească sau să confiște materialele socialiste distribuite prin poștă. Într-un proces spectacol, considerat în zilele noastre injust, caracterizat prin paranoia și xenofobie, doi italieni suspecți de anarhism au fost condamnați și executați pentru un presupus omor.

## A doua "panică roșie" (1948 – mijlocul deceniului al șaselea)
Începând cu sfârșitul deceniului al treilea al secolului trecut până la sfârșitul celui de-al Doilea Război Mondial, anticomunismul din SUA a scăzut în mod dramatic, în special după ce cei "Trei Mari" șefi ai principalelor state angrenate în război (SUA, URSS și Regatul Unit) au format o alianță neoficială. Totuși, aproape imediat după încheierea războiului, s-a declanșat o nouă  "panică roșie" în așa numita epocă McCarthy

### Cauze
După încheierea războiului, atenția publicului a fost captată de noi evenimente: procesul de spionaj Ethel și Julius Rosenberg (în urma căruia cei doi au fost executați), instalarea Cortinei de fier în Europa Răsăriteană, construirea primei bombe atomice sovietice, (care a pus capăt monopolului american în domeniul tehnologiei militare nucleare), revoluția comunistă din China și declanșarea războiului din Coreea. Astfel de evenimente au schimbat radical opinia publică americană, cetățenii SUA începând să se teamă de izbucnirea unui război nuclear cu URSS-ul. Credința că spionii comuniști și simpatizanții lor lucrează în continuu pentru ruinarea Statelor Unite a caracterizat starea generală de spirit.
Pentru a-și justifica acțiunile, anticomuniștii aminteau de politica Uniunii Sovietice și Chinei, ca dovezi ale caracterului distructiv al comunismului. În principal, era vorba de epurările din timpul lui Stalin, lagărele Gulagului sovietic, milioanele de cetățeni sovietici morți în deportare în Siberia (printre ei aflându-se numeroși polonezi, o minoritate bine reprezentată în SUA), și numărul mare de oameni uciși în China comunistă. În plus, Uniunea Sovietică reușise, într-un timp foarte scurt, să-și consolideze influența în Europa Răsăriteană, după Al Doilea Război Mondial.
În această perioadă, a fost inițiat proiectul americano-britanic VENONA de luptă împotriva spionilor sovietici. Nume ale unor personalități din lumea politică sau artistică, legate în vreun fel de agențiile de spionaj ale Pactului de la Varșovia, au „transpirat” în presă, deși proiectul VENONA era strict secret, ceea ce dus la marginalizarea respectivelor persoane și la numeroase drame individuale.

### Reacții
În perioada de dinaintea și din timpul celui de-al Doilea Război Mondial, nu era ilegal să fii membru al Partidului Comunist American. În 1939, în anul de maximă popularitate a comuniștilor americani, partidul avea peste 100.000 de membri. În anii de după război, însă, Congresul a votat Legea Smith, care definea drept crimă apartenența la o organizație subversivă. În 1947, Harry S Truman a creat „Programul de Loialitate a Funcționarilor Federali”. Prin acest program s-au creat colective pentru investigarea activității funcționarilor federali și pentru neutralizarea celor asupra cărora planau dubii cu privire la loialitatea lor. Comitetul pentru Activități Antiamericane,  condus de senatorul Joseph McCarthy, și-a intensificat vânătoarea de comuniști americani, adevărați sau închipuiți. Filme de propagandă precum Red Nightmare (Coșmarul roșu) au fost folosite pentru a adânci temerile față de comunism și Uniunea Sovietică. 
Au apărut efecte neașteptate ca urmare a „spaimei roșii” și a declanșării cursei înarmării nucleare – construirea a numeroase adăposturi antiatomice pe lângă casele particulare, programul de exerciții  de protecție împotriva efectelor exploziilor nucleare „duck and cover” din școli, dar și creșterea popularității filmelor și literaturii SF. Numeroase filme și romane de aventuri au folosit temele cataclismului nuclear sau a infiltrării agenților străini în America și a luptei pentru distrugerea modului american de viață. Până și lumea sportului a fost afectată de paranoia anticomunistă: echipa  de baseball "Cincinnati Reds" (Roșiii din Cincinnati) și-a schimbat numele în „Redlegs” (Picioarele roșii) pentru a evita orice asociere cu „roșiii”, numele peiorativ dat comuniștilor.

## Mărturii din perioada 1919-1924
- Chicagoans Cheer Tar Who Shot Man: Sailor Wounds Pageant Spectator Disrespectful to Flag.
- Robert Benchley. The Making of a Red.
- Walter Nelles Seeing Red: Civil Liberty and the Law in the Period Following the War Arhivat în 23 septembrie 2006, la Wayback Machine.
- A. Mitchell Palmer America or Anarchy? An Appeal to Red-Blooded Americans to Strike an Effective Blow for the Protection of the Country We Love from the Red Menace Which Shows Its Ugly Head on Every Hand de pe Early American Marxism, secțiune  a  Marxist Internet Archive.
- A. Mitchell Palmer The Case Against the Reds.
- The Michigan Raid.
- Exposes the Third Degree: Lambkin Tells of Brutalities Following Arrest in Michigan Raid.
- C.E. Ruthenberg An Open Challenge.

## Mărturii din perioada 1945 - 1955
- Raymond B. AllenCommunists Should Not Teach In American Colleges
- Jazzes Halsey Higher Education's Appalling Responsibilities: Correcting the Cultural Lag.